# Log Center
Log Center este o rețea de centre logistice din România, realizate printr-o investiție cumulată estimată la 500 milioane de euro, dezvoltate de compania de dezvoltare imobiliară Eyemaxx Real Estate.
Primul proiect al companiei pe piața românească, în valoare de circa 40 milioane de euro, este LOG Center Timișoara,
care este situat în Remetea Mare, la 10 km de orașul Timișoara și se întinde pe o suprafață de 12 ha, având o suprafață totală de depozitare de aproximativ 51.000 mp și 11.000 mp de spații de birouri.
Prima fază a proiectului a fost dată deja în folosință, cu 18.000 mp de depozite, iar construcția fazei a doua a început în toamna anului 2008.
Log Center Ploiești este cel de-al doilea parc logistic dezvoltat de Eyemaxx în România, pe o suprafață de 39 hectare, cu un spațiu de depozitare de 60.000 mp și 11.700 mp de spații de birouri.
Este situat la șapte km față de centrul orașului Ploiești, pe DN72 spre Târgoviște.
Log Center Brașov se află la 7 km de centrul orașului și era planificat pentru a fi livrat la sfârșitul trimestrului al treilea din 2009.
Suprafața totală este de aproximativ 20 ha, depozitul avand 60.000 mp, iar birourile 11.700 mp.
Log Center Sibiu va fi situat în Șura Mică, la 8 km de Sibiu.